# Brithenig jezik
Brithenig jezik (ISO 639-3: bzt), umjetni jezik kojeg je 1996. konstriuirao Novozelanđanin Andrew Smith

## Vanjske poveznice
- The page of Brithenig